# Martin Hellman

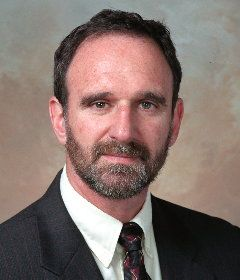
Martin Hellman

Martin Hellman (ur. 2 października 1945) – amerykański kryptograf, współtwórca kryptografii asymetrycznej.
W 1976 wraz z Whitfieldem Diffie opracował rewolucyjną pracę naukową New Directions in Cryptography przedstawiającą pomysł klucza publicznego.